# Joan Stein Schimke
Joan Stein Schimke, auch bekannt als Joan Stein, ist eine US-amerikanische Regisseurin und Filmproduzentin, und Professorin an der New York Adelphi-Universität.
Stein Schimke tritt seit 2001 als Regisseurin und Produzentin in Erscheinung. Für ihr Debüt One Day Crossing war sie gemeinsam mit Christina Lazaridi bei der Oscarverleihung 2001 für den Oscar in der Kategorie Bester Kurzfilm nominiert. Der Film war ihr Abschlussprojekt an der Columbia University’s School of the Arts. Sie gewann außerdem zwei Student Academy Awards und einen DGA Student Award. Weitere Arbeiten folgten, in der Mehrheit Kurzfilme.
2006 inszenierte sie eine Folge der 17. Staffel der Serie Law & Order.
Stein Schimke gehört seit 2004 der Adelphi-Universität an, wo sie Professorin für Communications ist. Dort organisiert sie auch seit mehr als zwei Jahrzehnten ein studentisches Filmfestival.

## Filmografie (Auswahl)
- 2001: One Day Crossing (Kurzfilm)
- 2005: Solidarity. (Kurzfilm)
- 2006: Law & Order (Fernsehserie, 1 Folge)
- 2019: Saed (Kurzfilm)
- 2023: Vacation Memories (Kurzfilm)